# Jason Gerhardt
Jason Gerhardt (Austin, 21 aprile 1974) è un attore statunitense.
È famoso per i suoi ruoli di Cooper Barrett in General Hospital, di Zack Kilmer in Mistresses - Amanti e di Eric Brady in Il tempo della nostra vita.

## Biografia e Vita privata
Gerhardt è nato ad Austin (Minnesota) il 21 aprile 1974. È sposato con Chalae e assieme hanno quattro figli di nome Madyson, Hudson, Bailen e Scarlett.

### Carriera
Nel 2007 entra nel cast della soap opera General Hospital nel ruolo di Cooper Barrett restando fino al 2008, anno in cui il suo personaggio muore. In seguito appare in due film Heaven's War e Wish Man. Nel 2014 interpreta Zack Kilmer nella serie TV Mistresses - Amanti. Nel 2018 appare nell'episodio Fuoco amico della serie TV NCIS - Unità anticrimine. Nell'agosto 2023 interpreta brevemente il ruolo di Eric Brady nella soap opera Il tempo della nostra vita.

## Filmografia

### Cinema
- The Doers of Coming Deeds, regia di Jerry Buteyn - cortometraggio (2006)
- The Elm Tree, regia di Josh Corbin - cortometraggio (2013)
- Business Unusual, regia di Daniel Malakai Cabrera e Caine Sinclair - cortometraggio (2016)
- Mafiosa, regia di Yusaku Mizoguchi (2016)
- Mai fidarti della tua ex (Inconceivable), regia di Tom Shell (2016)
- Heaven's War, regia di Danny Carrales (2018)
- Wish Man, regia di Theo Davies (2019)

### Televisione
- General Hospital: Night Shift – serial TV, 2 episodi (2007)
- General Hospital – serial TV, 113 episodi (2007-2008)
- Melissa & Joey – serie TV, episodio 1x22 (2011)
- Perception – serie TV, episodio 1x02 (2012)
- Widow Detective, regia di Davis Guggenheim – film TV (2012)
- Vegas – serie TV, episodio 1x14 (2013)
- Bones – serie TV, episodio 8x21 (2013)
- CSI - Scena del crimine (CSI: Crime Scene Investigation) – serie TV, episodi 14x07-15x01 (2013-2014)
- Mistresses - Amanti (Mistresses) – serie TV, 8 episodi (2014-2015)
- CSI: Immortality – doppio episodio conclusivo della serie CSI - Scena del crimine (2015)
- Chicago Med – serie TV, episodio 2x18 (2017)
- NCIS - Unità anticrimine (NCIS) – serie TV, episodio 16x08 (2018)
- Stressed to Death, regia di Jared Cohn – film TV (2019)
- Il tempo della nostra vita (Days of Our Lives) – serial TV, 4 episodi (2023)